# Stefan Lacher
Stefan Lacher (* 15. November 1977 in Ulm) ist ein deutscher Betriebswirtschaftler mit Schwerpunkt Innovationsmanagement und digitale Transformation.

## Leben
Nach dem Abitur absolvierte Lacher von 1998 bis 2001 eine Ausbildung zum Bankkaufmann und wurde anschließend stellvertretender Geschäftsstellenleiter bei der VR - Bank Neu-Ulm eG. Daraufhin studierte er 2001–2005  International Management and Controlling an der Hochschule für Wirtschaft und Gesellschaft Ludwigshafen, unterbrochen von einem Auslandsaufenthalt an der Deakin University in Melbourne. Nach dem Studium wurde er Doktorand bei SAP Research und promovierte berufsbegleitend an der Steinbeis-Hochschule Berlin.  Bis  2018 war Lacher als Head of Sponsorship Innovations bei SAP Global Marketing tätig, bis er, angefangen als Dozent an der Graduate School Rhein-Neckar gGmbH, anschließend dem Ruf an den Lehrstuhl für Betriebswirtschaftslehre an der Hochschule für Wirtschaft und Gesellschaft Ludwigshafen folgte.

## Veröffentlichungen  (Auswahl)
- Lacher, Stefan (2022): Aktuelle Digitaltrends und Auswirkungen auf die Kompetenzen des Personals, in: df&c – Das Magazin für #Digital #Finance & #Controlling (1), S. 80–87.
- Lacher, Stefan/ Völker, Rainer/ Tachkov, Philipp (2021): Digitalisierung im Marketing – Was Unternehmen heute für den Erfolg von morgen tun müssen. ISBN 978-3-17-037408-9
- Ries, Theresa/ Lacher, Stefan/ Tachkov, Philipp (2021): Einzigartige virtuelle Kundenerlebnisse schaffen – wie Unternehmen durch den Einsatz immersiver Technologien  ihre Marken stärken, in: Lacher, Stefan/ Völker, Rainer/ Tachkov, Philipp: Digitalisierung im Marketing – Was Unternehmen heute für den Erfolg von morgen tun müssen  ISBN 978-3-17-037408-9
- Lacher, Stefan (2018): Management internationaler Forschungsprojekte – Der Einfluss von Open Innovation, in: Völker, Rainer/ Friesenhahn, Andreas (Hg.): Innovationsmanagement 4.0 – Grundlagen - Einsatzfelder – Entwicklungstrends. ISBN 978-3-17-031828-1
- Schimmer, Tobias/ Lacher, Stefan (2018): Entwurf und Test von Geschäftsmodellinnovationen im digitalen Wandel, in: Völker, Rainer/ Friesenhahn, Andreas (Hg.): Innovationsmanagement 4.0 – Grundlagen - Einsatzfelder –Entwicklungstrends. ISBN 978-3-17-031828-1
- Lacher, Stefan/ Tachkov, Philipp (2017): Marketing im Wandel: Erschließung neuer Zielgruppen durch technologiebasiertes Sponsoring, in: Thomaschewski, Dieter/ Voelker, Rainer (Hg.): Wachstum im Wandel – Herausforderungen für die Unternehmensführung im 21. Jahrhundert. ISBN 978-3-17-031544-0
- Lacher, Stefan (2016): Effektive Auswahl und Steuerung des Forschungsportfolios: Kategorisierung, Methodik und Zielsetzungen. ISBN 978-3-95-663100-9
- Völker, Rainer/ Lacher, Stefan/ Trunk, Nina (2008): Performance Measurement bei Forschungsprojekten, in: Journal of Performance Measurement (1), S. 10–13.
- Heuser, Lutz/ Perlmann, Simone/ Lacher, Stefan/ Ruggaber, Rainer (2007): Business Innovation im Mittelstand – Das Internet der Dienste als Wegbereiter einer Lean Service Innovation, 4. Lean Management Summit – Aachener Management Tage, S. 117–124.
- Heuser, Lutz/ Lacher, Stefan/ Perlmann, Simone (2007): Flexible Prozessgestaltung als Basis innovativer Geschäftsmodelle - Von der Service-Orientierten Architektur zur Vision des Business Webs, Wirtschaftinformatik Proceedings 2007.
- Heuser, Lutz/ Perlmann, Simone/ Lacher, Stefan (2006): Vernetzung von Informations- und Warenfluss mit Hilfe von Informationstechnologien zur Verbesserung der Transparenz und Nachverfolgung, VDE-Kongress Proceedings 2006.